# Uspenskoje (Krasnodar)
Uspenskoje (russisch Успе́нское) ist ein Dorf (selo) in der Region Krasnodar in Russland mit 12.409 Einwohnern (Stand 14. Oktober 2010).

## Geographie
Der Ort liegt etwa 190 km Luftlinie ostsüdöstlich des Regionsverwaltungszentrums Krasnodar und knapp 30 km südöstlich der Großstadt Armawir, unweit der Grenze zur benachbarten Region Stawropol. Er befindet sich im Kaukasusvorland am linken Ufer des Kuban.
Uspenskoje ist Verwaltungszentrum des Rajons Uspenski sowie Sitz der Landgemeinde Uspenskoje selskoje posselenije, zu der außerdem die Siedlung Mitschurinski (10 km südöstlich) sowie die Weiler (chutor) Belezki (7 km südöstlich), Lok (14 km südöstlich), Podkowski (13 km südsüdöstlich), Ukrainski (5 km südwestlich) und Uspenski (12 km südsüdöstlich) gehören.

## Geschichte
Das Dorf wurde 1864 gegen Ende des Kaukasuskrieges von zunächst 17 Umsiedlerfamilien aus dem Gouvernement Jekaterinoslaw gegründet und erhielt seinen Namen nach dem christlichen Feiertag Mariä Aufnahme in den Himmel, russisch Uspenije Boschjei Materi.
Ab 2. Juni 1924 war das Dorf erstmals Verwaltungssitz eines Rajons, dann nach zwischenzeitlicher Auflösung des Rajons am 6. November 1929 erneut vom 31. Dezember 1934 bis 28. April 1962. Am 21. Februar 1975 wurde der Uspenski rajon in seinen heutigen Grenzen erneut aus dem Territorium des Nowokubanski rajon ausgegliedert.

### Bevölkerungsentwicklung
| Jahr | Einwohner |
| ---- | --------- |
| 1939 | 3.767     |
| 1959 | 5.970     |
| 1979 | 7.674     |
| 1989 | 9.945     |
| 2002 | 11.692    |
| 2010 | 12.409    |

Anmerkung: Volkszählungsdaten

## Verkehr
Uspenskoje wird südlich von der föderalen Fernstraße R217 Kawkas (ehemals M29) umgangen, die entlang dem Kaukasusnordrand zur aserbaidschanischen Grenze führt. Beim Ort befindet sich der Haltepunkt 1680 km der auf diesem Abschnitt 1875 eröffneten und seit 1962 elektrifizierten Eisenbahnstrecke Rostow am Don – Wladikawkas/– Machatschkala – Baku. Bei Streckenkilometer 1676 (ab Moskau) liegt der Bahnhof Konokowo näher zum westlich anschließenden gleichnamigen Dorf.

## Persönlichkeiten
- Kirill Anatoljewitsch Saika (* 1992), Fußballspieler